# Endocrinopatia

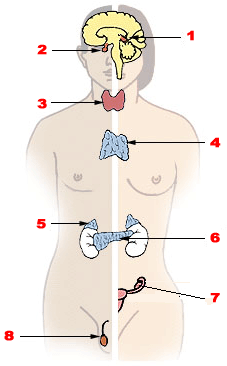
Le endocrinopatie possono colpire la ghiandola pineale (1), l'ipofisi (2), la tiroide (3), il timo (4), il surrene (5), il pancreas (6), l'ovario (7) e il testicolo (8).

Endocrinopatia è un termine medico generico che indica l'insieme di malattie dovute a processi patologici o disturbi nel funzionamento delle ghiandole endocrine nel corpo umano. Generalmente tali malattie sono dovute ad un eccesso o un difetto di secrezione di uno o più ormoni.
L'endocrinopatia può essere singola se interessa una sola ghiandola oppure multipla, come nel caso della neoplasia endocrina multipla. La malattia, inoltre, può essere clinicamente asintomatica oppure manifestarsi con un quadro sindromico di segni e sintomi.